# Anthaxia mendizabali
Anthaxia mendizabali é uma espécie de insetos coleópteros polífagos pertencente à família Buprestidae.
A autoridade científica da espécie é Cobos, tendo sido descrita no ano de 1965.
Trata-se de uma espécie presente no território português.